# 舞鶴市政記念館
舞鶴市政記念館（まいづるしせいきねんかん）は京都府舞鶴市にある、博物館、ホールなどを含む文化施設。

## 施設概要
1階は200名収容のホール。2階は展示室で、主に舞鶴市の歴史を中心として、戦後の大陸からの引揚げの歴史に関する展示や舞鶴鎮守府に関する資料などを展示の他、市民の交流を目的に1994年（平成6年）10月に開館した。なお、施設は1903年（明治35年）に旧日本海軍の雑品庫並損兵器庫として建設された赤れんが倉庫を改築して利用しており、舞鶴赤レンガ倉庫群の一つとして重要文化財に指定されている。
またベルリンオリンピックでの友情のメダルで有名な大江季雄の展示も常設されている。入場は無料。
- 延床面積 - 1,204m2
- 1階 - ホール（200人収容）、特別会議室（16人収容）、市民サロン
- 2階 - 展示コーナー

## 所在地・アクセス
- 所在地：〒625-0080 京都府舞鶴市北吸1039-2
  - 京都交通 東西循環線・和田線 市役所前下車すぐ
  - JR西日本舞鶴線 東舞鶴駅より舞鶴市役所方面へ徒歩約10分程度。

## 開館時間・休館日
- 開館時間：9時00分〜17時00分
- 休館日：月曜（祝日の場合は翌日休/年末年始）

## 周辺の名所・文化施設・行事
- 舞鶴引揚記念館
- 自衛隊桟橋
- 舞鶴赤レンガ倉庫群 - 12棟の赤れんが倉庫群
  - 赤れんが博物館
  - 赤れんがフェスタ（10月）
- 夕潮台公園